# جورجیوس هاتزیواندیس
جورجیوس هاتزیواندیس (یونانی: Γεώργιος Χατζηιωαννίδης؛ زادهٔ ۲۲ ژانویهٔ ۱۹۵۱) کشتی‌گیر اهل یونان بود.